# 10Six
10Six est un jeu vidéo de stratégie en temps réel massivement multijoueur développé et édité par SegaSoft, sorti en 2000 sur Windows. Les serveurs du jeu sont arrêtés par Sega le 31 mai 2002.

## Synopsis
Le jeu se déroule dans un futur de science-fiction dans lequel un astéroïde, contenant une nouvelle source d’énergie appelé Transium, a fait irruption dans le système solaire. Quatre entreprises – ToyCo, Extreme, BruteForce et Infrastruct – ont colonisé l’astéroïde et luttent pour le contrôle de cette nouvelle ressource. 

## Système de jeu
Le joueur incarne une nouvelle recrue d’une de ces entreprises devant prendre part à la colonisation. Pour cela, il dispose de nouvelles technologies appelées Jitters lui permettant de créer des bâtiments, des véhicules ou des objets. Chaque faction dispose d’une variété de véhicules et d’armes spécifiques,.

## Accueil
| 10Six                 |      |       |
| Média                 | Pays | Notes |
| Computer Gaming World | US   | 1.5/5 |
| Joystick              | FR   | 30 %  |
| PC Zone               | US   | 59 %  |